# Huon de Villeneuve
Huon de Villeneuve (nebo také Hugues de Villeneuve) byl francouzský žakéř původem z Champagne, žijící na přelomu 12. a 13. století v době francouzského krále Filipa II. Augusta. Jinak není o jeho životě nic známo.
Jeho jméno se dochovalo především proto, že mu jsou připisovány dva eposy patřící mezi tzv. chansons de geste:
- Renaud de Montauban neboli Čtyři synové Ajmonovi (Les quatre fils Aymon).[3] Epos patří do Cyklu Doona Mohučského, je základem autonomního Cyklu Renauda de Montauban (Le cycle de Renaud de Montauban) a vypráví o nenávisti a o bojích mezi králem Karlem Velikým a čtyřmi syny Ajmona z Dordone.[4]
- Doon de Nanteuil. Epos je součástí autonomního cyklu Geste de Nanteuil, který je řazen do Cyklu Doona Mohučského[5] a vypráví o válce jeho syna Doona de Nanteuil s Karlem Velikým.[6]